# ジョヴァンニ・ペティネッリ
ジョヴァンニ・ペティネッリ（Giovanni Pettinelli、1996年3月13日 - ）は、ユナイテッド・ラグビー・チャンピオンシップ、ベネットン・ラグビーに所属するラグビーユニオン選手。

## プロフィール
- イタリア、ヴェネツィア出身[1]。
- ポジションはフランカー(FL)。
- 身長 191cm、体重 102kg
- U20イタリア代表に選ばれたことがある[2]。
- イタリア代表キャップは15（2024年2月現在）でラグビーワールドカップ2023のイタリア代表に選ばれた[3]。

## 略歴
ゼブレ・パルマ、カルヴィザーノを経て、2018年、ベネットンに加入。 